# Emanuel (musikgrupp)
Emanuel (eg. Emanuel Nice) var en amerikansk hårdrocksgrupp från Louisville i Kentucky, som bildades 1998 av sångaren Matt Breen och elbasisten Bryan Whiteman.
Deras genrer är rockmusik, indierock och post-hardcore.
De släppte två studioalbum, Soundtrack to a Headrush och Black Earth Tiger.
Sångaren säger själv om inledningslåten "The Hey Man!" att de med låten vill visa att rock numera handlar mer om mode än om musik. "This is our way of saying, bring it back to the music!" 
Matt säger att skivtiteln kom från att han skrev alla låtar under ett väldigt stökigt år i sitt liv, och att skivan är hans "soundtrack".
Även om bandet inte upplösts officiellt, har inga uppträdanden gjorts efter inspelningen av albumet Black Earth Tiger. Bandets officiella webbplats, Thisisemanuel.com, har stängts ner sedan länge.

## Medlemmar
- Matt Breen – sång (1998–?)
- Mat Barber – sologitarr, sång (1998–?)
- Bryan Whiteman – basgitarr (1998–?)
- Anthony Brock – trummor (1998–?)
- Devin Triplett – kompgitarr (2005–?)

## Diskografi
Studioalbum
- Soundtrack to a Headrush (2005)
- Black Earth Tiger (2007)

EP
- Hi-Skool Trivia (1999) (som Emanuel Nice)
- Lanemeyer/Emanuel Nice Split (delad EP: Lanemeyer / Emanuel Nice) (2000)
- Steinbach2Clarksville (delad EP: Colourbone / Emanuel Nice) (2000)
- Wait (2002) (som Emanuel Nice)
- 4 Song Acoustic EP (2007)

Singlar
- "3 Track Sampler" (demo) (2004)
- "The Hey Man" / "The New Violence" (2004)
- "The Willing" / "Medusa" (2005)
- "Cottonmouth" (promo) (2007)